# Pénélope des yungas
Penelope bridgesi
Espèce
La Pénélope des yungas (Penelope bridgesi) est une espèce d'oiseaux de la famille des Cracidae.

## Répartition
Cette espèce vit entre le centre de la Bolivie et le Nord de l'Argentine.

## Dénomination
Ce taxon porte en français le nom vernaculaire ou normalisé suivant : Pénélope des yungas.

## Systématique
Le nom valide complet (avec auteur) de ce taxon est Penelope bridgesi (Gray, GR, 1860).
Ce taxon était considéré comme une sous-espèce de la Pénélope yacouhou (Penelope obscura). Le 10 août 2020, l'Union internationale des ornithologues a décidé d'en faire une espèce à part entière.

### Étymologie
Son épithète spécifique, bridgesi est probablement un hommage au missionnaire anglais Thomas Bridges, comme c'est le cas pour le Grimpar port-sabre (Drymornis bridgesii) et le Batara capucin (Thamnophilus bridgesi). Son nom vernaculaire, « des yungas » fait référence aux Yungas, une bande forestière située entre l'Altiplano péruvien, l'Amazonie et le Gran Chaco. C'est l'habitat naturel de l'espèce.

### Publication originale
- (la) Gray, GR, « Synopsis of the species of the genus Penelope », Proceedings of the Zoological Society of London, Royaume-Uni,‎ 1860, p. 270 (lire en ligne, consulté le 18 août 2025).